# Křivsoudov (hrad)
Hrad Křivsoudov je zaniklý hrad v městečku Křivsoudov jihovýchodně od Vlašimi v okrese Benešov ve Středočeském kraji. Založili jej páni z Říčan ve třináctém století. Na začátku století následujícího vystřídal několik majitelů a poté až do husitských válek patřil pražskému biskupství. Roku 1436 jej získali Trčkové z Lípy, v jejichž majetku zchátral a byl opuštěn. Koncem osmnáctého století byla na místě hradu postavena velká sýpka, jejíž zdivo bylo použito při stavbě sokolovny. Pozůstatky hradu jsou chráněny jako kulturní památka.

## Historie
Zakladatelem hradu byl některý z členů rodu pánů z Říčan. Mohl jím být Oldřich z Říčan, který za vlády krále Přemysla Otakara II. zastával funkci purkrabího Pražského hradu a používal přídomek z Křivsoudova. Oldřich zemřel před rokem 1305 a Křivsoudov se stal odúmrtí, kterou král Václav II. věnoval Reinerovi z Florencie. Ten panství prodal sedleckému opatovi Heidenreichovi za dva tisíce hřiven stříbra. Patřil k němu hrad Křivsoudov se vsí, vesnice Černičí, Strojetice, Lhota, Chyšná, jiná Lhota, Bučice, Lažiště, Březina, poplužní dvory v Borovnici a Čejticích a tvrz Herálec s příslušenstvím. Celý tento majetek neznámým způsobem získal Jindřich z Rožmberka, který roku 1307 Křivsoudov, Herálec a Zdislavice vyměnil s biskupem Janem z Dražic za Sepekov, Čelkovice a Radimovice. Od té doby hrad patřil pražskému biskupství, kterému sloužil jako centrum panství tvořeného vesnicemi Lhota, Černičí, Strojetice, Borovnice, Lhota za řekou, Bučice, Březina, Čejtice, Lažiště a Chrastovice.
Hrad v té době chátral, ale arcibiskup Jan z Jenštejna ho nechal za sto kop grošů opravit a přestavět. Na začátku husitských válek hrad získal Beneda z Nečtin připomínaný s přídomkem z Křivsoudova roku 1424. V roce 1436 císař Zikmund zastavil hrad s městečkem, poplužím, dvěma mlýny, Černicí, Lhotou a Strojeticemi Mikuláši Trčkovi z Lípy za 9 012 uherských zlatých. Beneda se přesto psal z Křivsoudova ještě roku 1444, ovšem později hrad Mikuláši Trčkovi přenechal. Trčkové z Lípy Křivsoudov spravovali z Vlašimi, a hrad chátral. Ve smlouvě z roku 1550 se potom uvádí jako pustý.
Roku 1770 na místě hradu vznikla barokní trojkřídlá dvoupatrová sýpka. Svému původnímu účelu přestala sloužit po roce 1801, ale stála dál, až byla po požáru v roce 1928 zbořena. Torzo budovy poté posloužilo při stavbě sokolovny. Zemní opevnění z větší části zaniklo až koncem dvacátého století.

## Stavební podoba
Podoba nejstarší stavební fáze hradu je nejasná. Nejpozději v době, kdy Křivsoudov patřil pražskému biskupství, získal hrad pravidelný čtverhranný půdorys s nejméně trojkřídlou dispozicí. Postaven byl na nevýrazné vyvýšenině, která neposkytovala příliš dobré obranné podmínky. Pravděpodobně v nějaké mladší stavební fázi proto bylo zbudováno mohutné zemní opevnění v podobě příkopu a masivního valu, jehož šířka v koruně dosahovala až patnácti metrů.
Pozůstatkem sýpky je část obvodové zdi s dodatečně proraženými sýpkový okny, která vymezuje areál sokolovny a mohla by být středověkého původu. Podobného stáří by mohla být také nádvorní zeď zadního křídla využitá v budově sokolovny. Ze zemního opevnění jsou patrné jeho pozůstatky na severní straně hradu.